# Polyrhachis cyrus
Polyrhachis cyrus är en myrart som beskrevs av Auguste-Henri Forel 1901. Polyrhachis cyrus ingår i släktet Polyrhachis och familjen myror. Inga underarter finns listade i Catalogue of Life.